# Leucoperina atroguttata
Leucoperina atroguttata är en fjärilsart som beskrevs av Aurivillius 1909. Leucoperina atroguttata ingår i släktet Leucoperina och familjen tofsspinnare. Inga underarter finns listade i Catalogue of Life.